# Na'vijština
Na'vijština je umělý jazyk, vytvořený pro rasu Na'vi na fiktivním měsíci Pandora ve filmu Avatar. Jazyk vytvořil na objednávku režiséra Jamese Camerona lingvista Paul Frommer. Jazyk neměl připomínat žádný z lidských jazyků, ale měl být snadno vyslovitelný pro herce. Na'vijština má slovní zásobu asi tisíce slov a krom autora se jí zabývá celá řada nadšenců (existují dokonce překladače mezi na'vijštinou, angličtinou a ruštinou). Ve filmu (a počítačové hře, která byla podle filmu vytvořena) je mnoho na'vijských dialogů (které jsou zpravidla přeloženy pouze v titulcích), dokonce i některé písně na soundtracku jsou zpívány v na'vijštině.
Práce na jazyku začala v roce 2005, kde při psaní scénáře Cameron rozhodl, že nevytvoří jen několik náhodných slov, ale ucelený jazykový systém. Frommer Cameronovi připravil několik ukázkových textů, z nichž si Cameron vybral ten, který mu vyhovoval nejvíce; představoval si jazyk s "polynéským nádechem", v další tvorbě pak Frommer pokračoval sám. Jde o flektivní jazyk, jeho gramatika rozlišuje čtyři čísla (jednotné, dvojné, trojné a množné) a podobně jako některé živé jazyky tři pády (ergativ, akuzativ, intransitiv). U sloves se rozlišuje čas a vid, ale nikoli osoba. Ke známým slovům a větám z filmu patří například kaltxì (ahoj), irayo (děkuji) a skxawng (blbec).

## Příklady

### Číslovky
| Na'vijsky | Česky |
| 'aw       | jeden |
| mune      | dva   |
| pxey      | tři   |
| tsìng     | čtyři |
| mrr       | pět   |
| pukap     | šest  |
| kinä      | sedm  |
| vol       | osm   |
| volaw     | devět |
| vomun     | deset |